# العولمة والمرض

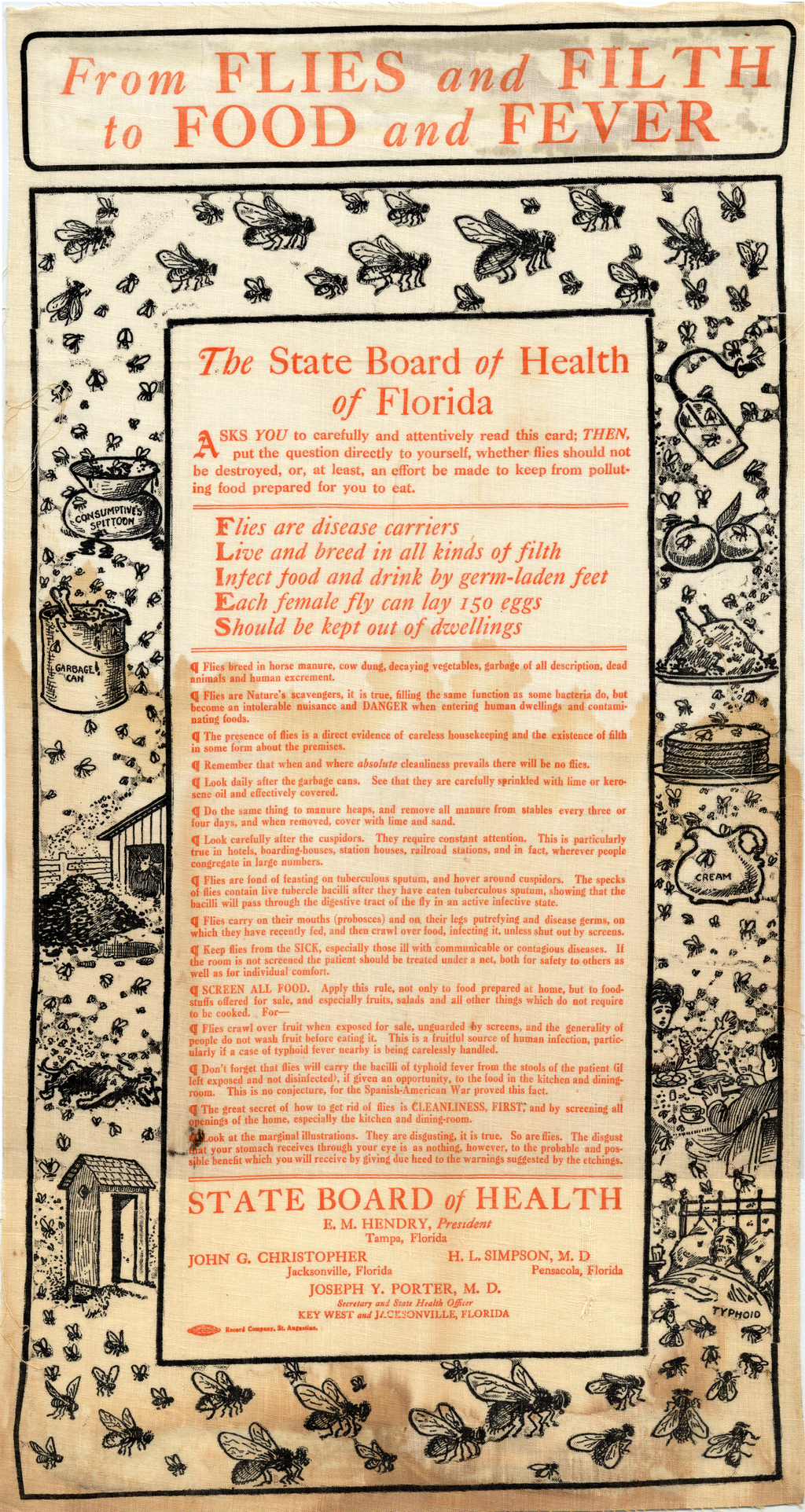

يشير مصطلح العولمة إلى فيض وتدفق المعلومات، البضائع، رأس المال، بل والأشخاص عبر الحدود الجغرافية والسياسية، وقد ساعدت العولمة على انتشار الأمراض المعروفة، المعدية، والمميتة للإنسان. وكان انتشار الأمراض عبر القطاعات الجغرافية قد تزايد على مر التاريخ. ومن بين الأمراض الأولى التي انتشرت من آسيا إلى أوروبا، الطاعون الدملي، وأنماطٍ مختلفةٍ من الإنفلونزا، وأمراض أخرى معدية شبيهة.
ونلاحظ أن العالم في حقبة العولمة الحالية أصبح أكثر تغلغاً مع بعضه البعض وترابطاً عن أي وقتٍ مضى. كما أن وسائل النقل والمواصلات رخيصة التكلفة لم تترك مكاناً إلا وصلت إليه، وكذلك ساعد ازدهار التجارة العالمية في مجال المنتجات الزراعية على اتصال المزيد من الأفراد بالأمراض الحيوانية والتي تخطت حواجز الأنواع نتيجةً لذلك وتحورت لتصيب الجنس البشري. (انظر الأمراض حيوانية المنشأ) 
هذا وقد تزايدت حدة العولمة مع عصر الاستكشاف، إلا أنه تم تمهيد العديد من طرق التجارة فيما بين آسيا وأوروبا، والتي انتقلت الأمراض عبرها كذلك. كما ساعد تزايد الإقبال على رحلات السفر والترحال على انتشار الأمراض إلى السكان الأصليين بالأراضي التي ما كانت لتتعرض لتلك الأمراض قبيل ذلك. حيث أنه عندما تتعرض إحدى مجتمعات السكان الأصليين إلى أحد الأمراض المعدية، والتي لم يكن جهازهم المناعي قد طور من أجسامٍ مضادةٍ ضد هذا المرض عبر الأجيال المتلاحقة جراء حالات التعرض المسبق لنفس المرض، فإن ذلك المرض الجديد يميل إلى أن يتفشى فيما بين أفراد ذلك المجتمع.
تعرَّف علم أسباب المرض (بالإنجليزية: Etiology)‏، هو ذلك الفرع الحديث من العلم والذي يهتم بدراسة الأسباب الكامنة وراء الإصابة بالأمراض المعدية، على خمسة أنماطٍ لانتقال الأمراض تتمثل في: الأمراض المنتقلة عن طريق الهواء، الأمراض المنتقلة عن طريق الماء، الأمراض المنتقلة عن طريق الدم، الأمراض المنتقلة عن طريق الاتصال المباشر، وكذلك الأمراض المنتقلة عبر ناقلات الأمراض (الحشرات أو المخلوقات الأخرى التي تحمل الجراثيم من نوع حيوي لآخرٍ). ونتيجة شروع البشر في السفر، الترحال، والانتقال عبر البحار والبرية والتي كانت معزولةً قبل ذلك، افترضت الأبحاث أن الأمراض انتشرت عبر كل تلك الأنماط الخمسة السابق ذكرها.

## أنماط السفر والعولمة
يشير عصر الاستكشاف إلى الفترة الزمنية الواقعة بين القرنين الخامس عشر والسابع عشر. حيث أنه خلال تلك الفترة الزمنية، وقعت العديد من الإنجازات التقنية في مجال تطوير بناء السفن والإبحار، مما جعل الأمر أكثر سهولةٍ على الدول لتستكشف ما هو خارج نطاق حدودها. كما كان للعولمة العديد من الفوائد، والتي منها على سبيل المثال، اكتشاف منتجاتٍ جديدةٍ خاصةٍ بالأوروبيين (بالإنجليزية: European ethnic groups)‏، ومنها الشاي، الحرير والسكر، وحدث ذلك عندما طور الأوروبيون من طرق التجارة حول الطريق من أفريقيا إلى الهند، والطريق من جزر التوابل وآسيا والمتجه بصورةٍ عرضيةٍ إلى الأمريكيتين.
بالإضافة إلى تجارة البضائع المختلفة، قامت العديد من الأمم بتجارة العبيد. وهنا نلاحظ أن تجارة العبيد كانت إحدى السبل الأخرى والتي انتقلت الأمراض من خلالها للمناطق والشعوب الجديدة، على سبيل المثال، من الصحراء الإفريقية إلى منطقة الكاريبي والأمريكتين. وخلال تلك الفترة، بدأت الكثير من المجتمعات في التلاحم والتداخل مع بعضها البعض، مما زاد من تركيز البشر والحيوانات في بعض المناطق دون غيرها من المناطق الأخرى، الأمر الذي أدى إلى ظهور أمراضٍ جديدةٍ، والتي تحورت بعضها لتنتقل من الحيوانات إلى البشر.
كما أنه انتشر خلال تلك الفترة كذلك أساليب علاج السحرة والمشعوذين لتلك الأمراض والتي تركزت أساساً على استخدام السحر والدين، من خلال محاولة شفاء كامل الجسد والروج كذلك، بدلاً من محاولة التركيز على بعض الأعراض القليلة مثلما يفعل الطب الحديث (بالإنجليزية: modern medicine)‏. حيث تضمن الطب المبكر استخدام الأعشاب الطبية والتأمل. ووفقاً لبعض البراهين والأدلة الأثرية، وُجِدَ أن بعض الممارسين والمزاولين لمهنة الطب في عصور ما قبل التاريخ في كلٍ من أوروبا وأمريكا الجنوبية استخدموا أسلوب نشر الجمجمة (بالإنجليزية: trephining)‏ وذلك من خلال إحداث ثقبٍ في الجمجمة لإطلاق الألم وتسريحه. في حين كان يُنْظَرُ إلى الأمراض الحادة على أنها تعبر عن ظواهر خارقةً للطبيعة أو قوىً سحريةً معينةً. وكانت نتيجة جلب الأمراض الأوراسية إلى الأمريكتين أن قُتِلَ العديد من السكان الأصليين بسبب المرض والجراثيم أو الميكروبات أكثر من تلك الأعداد التي ماتت ببنادق المستعمرين الأمريكيين. كما يُقَدِر الباحثون أنه عبر فترة أربعة قرونٍ من الزمن، تسببت الأمراض الوبائية في القضاء على ما يصل إلى 90% من السكان الأصليين الأمريكيين.
كما نلاحظ أن أمراضاً كالجدري، الحصبة والسل كانت قد انتشرت بالفعل عبر الطرق التجارية عبر أراضي آسيا وإفريقيا بقرونٍ قبيل عصر الاستكشاف في أوروبا. إلا أن الشعوب كانت قد طورت أجساماً مضادةً لهذه الأمراض وأمراضٍ أخرى من القارة الآسيوأوروبية. فحينما سافر الأوروبيون إلى الأراضي الجديدة، حملوا تلك الأمراض معهم. (ملحوظة: يعتقد الباحثون أن السل كان بالفعل مرضاً وبائياً في الأمريكتين.) عندما دخلت تلك الأمراض لأول مرةٍ لتلك المجتمعات البشرية الجديدة، انتشرت الآثار على تلك الشعوب الأصلية بسرعة وكانت مميتة لهم. حيث شرع التبادل الكولومبي، وهو ذلك المصطلح الذي يعود على أول اتصالٍ لكريستوفر كولومبوس مع الشعوب البدائية الأصلية في منطقة البحر الكاريبي، من تجارة الحيوانات والنباتات أو الزروع، ونتيجةً لذلك وبصورةٍ لاإرادية، أدى إلى تبادل الأمراض كذلك.
فلم يكن البشر ليتعرفوا على وجود الجراثيم والميكروبات ودورهما في علاقتهما بالمرض حتى القرن التاسع عشر. فعلى الرغم من أن للعديد من المفكرين أفكاراً حول الجراثيم، إلا أنه ما كان أحد ليستمع إلى تلك الأفكار حتى انتشار نظرية الجراثيم (بالإنجليزية: Germ Theory)‏ والتي تُنْسَبُ إلى لوي باستير، وظهور الحاجة إلى غسيل اليدين والحفاظ على نظافة المرافق الصحية (وخاصةً في الممارسات الطبية). ولكن شعر العديد من الأفراد بالتشكك، إلا أن باستير أظهر في 22 مايو 1881 بصورةٍ مقنعةٍ صدق نظريته حول الجراثيم المتسببة في المرض بأول تلقيحٍ ناجحٍ. حيث تم تجربة لقاح الجمرة الخبيثة على 25 نعجةً، في حين تم استخدام 25 نعجةً أخرى كمجموعةٍ ضابطةٍ. وفي يوم 31 مايو 1881، تم تعريض جميع النعاج إلى جرثومة الجمرة الخبيثة. وفي الوقت الذي لقيت فيه كل نعجةٍ من نعاج المجموعة الضابطة حتفها، نجت في ذات الوقت كل نعجةٍ تم تطعيمها باللقاح. ومن ثم، فقد اعتبرت تجربة باستير تلك معلماً هاماً في تاريخ الوقاية من المرض. حيث غيرت نتائج دراسته، بالتعاون مع اللقاحات الأخرى التي تلتها، من الطريقة التي أثرت بها العولمة على العالم.

### تأثيرات العولمة على الأمراض في العالم الحديث
سمحت وسائل النقل الحديثة بسفر العديد من الأفراد وانتقال المزيد من البضائع حول أ{جاء العالم أجمع بصورةٍ أسرعٍ ما سبق؛ مما فتح الطرق الهوائية التابعة للنقل الجوي أمام انتقال مسببات الأمراض المعدية عبر القارات. ومثال على ذلك انتقال فيروس غرب الننيل (بالإنجليزية: West Nile Virus)‏. حيث ساد المعتقد أن ذلك المرض وصل إلى الولايات المتحدة الأمريكية عبر «الناموس الذي عبر المحيط بواسطة فتحات عجلات الطائرات ووصلت إلى مدينة نيويورك في عام 1999.»  ومن ثم فبالاستفادة من النقل والسفر عبر الأجواء، تمكن الأفراد من الوصول إلى الأراضي الأجنبية، والاتصال بالأمراض والتي قد لا يعانون من أي أعراضٍ لها حتى يصلوا إلى أوطانهم مرةً أخرى، مما يسمح بتعريض الآخرين لنفس المرض على طول الطريق.
ومع تقدم مجال الأدوية، تطورت العديد من اللقاحات والعلاجات لبعض أكثر الأمراض سوءً (ومنها الطاعون، الزهري، التيفوئيد، الكوليرا والملاريا) والتي عانى ت منها الشعوب كثيراً. ولكنه، وبسبب أنتطور الكائنات الممرضة يعد سريعاً جداً، حتى مع اللقاحات، فمن الصعب توفير المناعة ضد العديد من الأمراض. إلا أنه على الرغم من ذلك، فقد ظلت مسألة توفير بعض اللقاحات لبعض الأمراض أمراً غايةً في الصعوبة. إلا أننا نلاحظ أنه بدون اللقاحات، سيظل العالم بأجمعه عرضةً للإصابة بالأمراض المعدية.
نتيجةً لذلك فقد أسفر تطور المرض عن تهديدٍ للعالم أجمع في العصور الحديثة. فعلى سبيل المثال، تُعَدُ فيروسات «إنفلونزا الخنازير» أو ما يطلق عليه (إن وان إتش وان) سلالةً جديدةٍ لنوعٍ قديمٍ من الإنفلونزا، والمعروف لعدة قرونٍ مضت بما يسمى الإنفلونزا الآسيوية نسباً غلى موطنها الذي نشأت فيه في تلك القارة. كما انتشر وباءً للإنفلونزا بعد انتهاء الحرب العالمية الأولى (من 1914 إلى 1918) عن مقتل ما يُقَدَرُ بما يتراوح بين 50- 100 مليون نسمةٍ، ومنهم نصف مليون في الولايات المتحدة الأمريكية وحدها. كما أننا نلاحظ أن فيروس إن وان إتش وان ما هو إلا فيروساً قد تطور من سلالةٍ مختلطةٍ تجمع جزئياً بين إنفلونزا بشرية، إنفلونزا الطيور وإنفلونزا الخنازير.
كذلك فقد زادت العولمة حديثاً من انتشار الأمراض المعدية من الجنوب إلى الشمال، إلا أنها زادت كذلك من انتشار خطر الأمراض الغير معدية بواسطة انتقال الثقافة والسلوك من الشمال إلى الجنوب. لذلك فمن الضروري استهداف وتحجيم انتشار الأمراض المعدية في الدول النامية. على الرغم من ذلك، فإن مواجهة عوامل الخطر للأمراض غير المعدية ومخاطر أنماط الحياة المختلفة التي تمارسها مجتمعات الشمال والتي تسبب المرض، ومنها تدخين التبغ، شرب الكحوليات، والأغذية غير الصحية، لهي معلماً هاماً وضرورياً ليؤخذ في الاعتبار كذلك.

## أمراضٍ بعينها

### الطاعون
يشير الموت الأسود إلى أحد أنواع أو سلالات المرض المميت الذي تنقله البراغيث وهو مرض الطاعون، والذي تسببه  البكتريا المعوية  (بالإنجليزية: enterobacteria)‏  يرسينية الطاعونية، والذي دمر العديد من شعوب العالم في القرن الرابع عشر. وينتشر الطاعون الأسود بصورةٍ أساسيةٍ بواسطة البراغيث التي تعيش على أجسام الجرذان السوداء، وهي تلك الحيوانات التي يقع موطنها الأصلي في جنوب آسيا وانتشرت عبر أرجاء أوروبا بحلول القرن السادس الميلادي. ثم ما لبثت أن تغلغلت وانتشرت تلك الحيوانات في المدن والقرى، مسافرةً بالسفن مع المستكشفين. وقد يتعرض الإنسان إلى العدوى بعد أن يُعَضُ بواسطة إحدى تلك البراغيث المعدية. وتتمثل أولى أعراض الطاعون الأسود في تضخم وتورم الغدد (العقد) اللمفاوية (بالإنجليزية: lymph nodes)‏، وتكون الدبل (بالإنجليزية: buboes)‏. وتظهر تلك الدبل في منطقة الفخذ أو تحت الإبط، والتي غالباً ما ترشح أو تنزف صديداً أو دماً. وفي نهاية المطاف تُغَطي أجسام الأفراد المصابين بالعدوى ببقعٍ داكنةٍ ناجمةٍ عن النزيف تحت الجلدي. هذا بالإضافة إلى أن الأعراض السابقة يصاحبها ارتفاع في درجات الحرارة، وفي غضون أربعةٍ إلى خمسة أيامٍ من التعرض للإصابة، يموت أكثر من نصف الضحايا المصابين بالعدوى. ولم تعرف الشعوب خلال القرن الرابع عشر والخامس عشر أن هناك نوعاً من البكتريا هو المتسبب في عدوى ذلك المرض، بالإضافة إلى أن الجهود المبذولة للتقليل من حجم انتشار المرض كانت بلا طائلٍ وفاشلةٍ.
وكانت قد سُجِلَت أول حالات تفشي وباء الطاعون في الصين في الثلاثينيات من القرن الرابع عشر، وهو ذلك الوقت الذي اتصلت فيها الصين مع غرب آسيا وأوروبا عن طريق التجارة الفرعية. في حين وصل الطاعون إلى أوروبا في أكتوبر 1347. وكان المعتقد أن الطاعون دخل بلاد أوروبا عبر ميناء مسينة، في صقلية، عبر أسطولٍ من السفن التجارية التابعة لجنوة من كافا (بالإنجليزية: Kaffa)‏، وهي ميناءً بحرياً على شبه جزيرة الكرم (بالإنجليزية: Crimean peninsula)‏. وذلك عندما غادرت إحدى السفن الميناء في كافا، كان العديد من سكان المدينة يموتون، وكان طاقم السفينة في عجلةٍ من أمره ليغادر الميناء. ومع مرور الوقت وصل الأسطول البحري إلى مسينة، والذي كان كله فيما بين ميتٍ أو يحتضرٍ؛ في حين تسربت الفئران عبر ممرٍ لها حتى وصلت إلى الشاطيء دون أن يلحظها أحد، وحملت معها والبراغيث التي كانت تعيش عليها المرض.
وفي داخل أوروبا، اجتاح الطاعون تلك المدن الساحلية ذات الموانيء أولاً، ثم تولت الإصابة في الوصول إلى الأفراد القاطنين على طول طرق التجارة الساحلية البحرية والبرية كذلك. حيث امتدت الإصابة من إيطاليا إلى داخل فرنسا، والجزر البريطانية. كما حُمِلَ المرض فوق جبال الألب إلى داخل سويسرا، وشرقاً إلى أن وصل إلى المجر وروسيا. إلا أن المرض تقهقر خلال مدةٍ زمنيةٍ فيما بين القرن الرابع عشر والخامس عشر. إلا أنه كان يُعاود كرته مرةً أخرى من 10 إلى 20 عاماً. ومؤخراً، فعلى الرغم من ذلك، لم تعد الأوبئة منتشرةً كما كان عهدها سابقاً في موجات التفشي والاجتياح، عندما أودت بحياة ثلث سكان العالم قديماً.
إلا أن الطاعون لم ينقرض نهائياً. ففي الفترة من 1896- إلى 1918 تسرب الطاعون إلى بلاد الهند، حاصداً أرواح أكثر من 12.5 مليون نسمةً. وفي الفترة بين 1906 و1914، تكونت لجنة أبحاث الطاعون، والتي نشرت ملاحقٍ لها بمجلة الصحة.

### الحصبة
تُعَدُ الحصبة أحد الأمراض المعدية التي يسببها فيروساً ينتقل عبر الهواء بالاتصال مع السوائل الفمية والأنفية من شخصٍ تعرض للعدوى مسبقاً. حيث أنه عندما يعطس شخصٌ مصابٌ بالحصبة أو يسعل، فهو يُطْلِقُ جسيماتٍ دقيقةٍ إلى الهواء. ولا يظهر الشخص الذي تعرض للعدوى أي أعراض للإصابة في أثناء الفترة من 4 إلى 12 يوماً خلال فترة الحضانة، إلا أنه ومع تقدم المرض، تظهر الأعراض اللاحقة بعد ذلك والتي تتمثل في: رشحٍ في الأنف، سعالٍ، أعينٍ حمراً، حمى حادة الارتفاع في درجة الحرارة، وطفحٍ جلدي.
ومن هنا، تُعَدُ الحصبة من الأمراض الوبائية، بمعنى أنه يظل متواجداً مع مرور الزمن في المجتمع، مما يمكن العديد من الأفراد من تطوير مقاومةً له. إلا أنه في المجتمعات التي لم تتعرض مسبقاً للحصبة، يصبح التعرض للمرض للمرة الأولى مدمراً. ففي عام 1529، اجتاحت الحصبة كوبا، وأسفرت عن مصرع ثلثي السكان الأصليين والذين كانوا قد نجوا في وقتٍ سابقٍ من مرض الجدري. مما جعل الحصبة مسؤولةً بعد مرور عامين فقط من مقتل نصف السكان الأصليين من الهندوراس، واجتاح كلٍ من المكسيك، أمريكا الوسطى وحضارة الأنكا.
ومن الناحية التاريخية، انتشرت الحصبة بصورةٍ واسهةٍ عبر أرجاء العالم على مر التاريخ، حيث أنها مرضٌ معدٍ جداً. فوفقاً لبرنامج التحصين القومي، فإن 90% من السكان قد تعرضوا لعدوى الإصابة بمرض الحصبة مع عمر الخامسة عشر، ولكنهم يكتسبوا مناعةً لعمليات التفشي اللاحقة. وكانت الحصبة تعتبر، حتى تاريخ تطوير لقاحٍ لها في عام 1963، مرضاً مميتاً أكثر من الجدري. إلا أن التطعيم أو التحصين قلل من عدد الإصابات التي يتم التبليغ عنها بنسبة 98%. مما يدعونا للاستنتاج أن معظم الأوبئة الرئيسية تنتشر في الغالب في المجتمعات غير المحصنة، وخاصةً فيما بين الأطفال من الأمريكان من أصلٍ أسباني أو أفريقي تحت سن الخمسة أعوامٍ. ففي عام 2000، قرر مجموعة من الخبراء أن الحصبة لم تعد مرضاً وبائياً في الولايات المتحدة الأمريكية. حيث أن غالبية الحالات التي تتعرض للإصابة تقع فيما بين المهاجرين من دولٍ أخرى.

### التفوئيد
تحدث الإصابة بالتيفوئيد بسبب بكتريا  ريكتسيا ، والتي تنتقل إلى الإنسان بواسطة حشرة القمل. هذا ويعد الناقل الرئيسي للتيفوئيد حشرة برغوث الفأر (بالإنجليزية: rat flea)‏. حيث تكون أشهر طريقتين لنقل العدوى متمثلتين في عضات البراغيث المصابة وبرازها في الجهاز التنفسي. بينما في المناطق التي لا تكون الفئران منتشرةً بها، قد تنتقل العدوى بواسطة القطط وبراغيث الأبوسوم (الفأر الجرابي). ونلاحظ أن فترة الحضانة لعدوى التيفوئيد تتراوح من 7-14 يوماً. وتبدأ الأعراض من الشعور بالحمى، ثم صداعاً، يصحبه طفحاً جلدياً وفي نهاية المطاف التعرض للغيبوبة. إلا أن 80- 90% من الضحايا يحدث لها تعافياً تلقائياً.
وكانت أولى حالات الإصابة بمرض التيفوئيد قد سجلت في عام 1489. حيث اعتقد المؤرخون أن القوات العسكرية من منطقة البلقان، والذين كان الجيش الأسباني قد استأجرهم، هم من جلبوا معهم مرض التيفوئيد إلى أسبانيا. وبحلول عام 1490، انتقل المرض من شرق البحر الأبيض المتوسط إلى داخل أسبانيا وإيطاليا، إلا أنه مع حلول عام 1494، كان النرض قد تسرب وانتشر عبر أرجاء القارة الأوروبية. وكان نتيجة ذلك، أن لقي عددٌ كبيرٌ من الجنود مصرعهم في الفترة من 1500 إلى 1914، بسبب الإصابة بمرض التيفوئيد، أكثر من كل هؤلاء الذين لقوا مصرعهم إجمالاً بسبب العمليات العسكرية خلال نفس تلك المدة. حيث أن ذلك المرض صحبته ظروفٌ مرتبطةٌ بالفقر الحضري وتزايد أعداد اللاجئين في الوقت ذاته. وأخيراً، وفي أثناء الحرب العالمية الأولى، أسست الحكومات إجراءاتٍ وقائيةٍ لإزالة القمل (بالإنجليزية: delousing)‏ فيما بين القوات المسلحة والمجموعات الأخرى كذلك، مما أدى إلى تراجع المرض وتقلصت أعداد الإصابات. هذا وقد سمح استخدام المضادات الحيوية بضبط المرض والتحكم في أعراضه في فترةٍ وصلت إلى يومين إثنين فقط من خلال تناول جرعة 200 مليغرام من التتراسيكلين.

### الزهري (السفلس)
الزهريٍ من الأمراض المنتقلة جنسياً والتي تتسبب في حدوث بثورٍ وقروحٍ مفتوحةٍ، هذيان، وتعفنٍ للجلد، بالإضافة إلى أنه مميز بتقرحاتٍ في الأعضاء التناسلية (بالإنجليزية: genital ulcer)‏. هذا وقد يؤدي الزهري إلى تلفٍ في الجهاز العصبي، المخ أو القلب. وقد ينتقل المرض من الأم إلى وليدها.
ونلاحظ أن مصادر الزهري غير معلومةٍ، إلا أن بعض المؤرخين يجادلون أنه ينحدر من أحد الأمراض حيوانية المنشأ والذي يرجع تاريخه إلى عشرين ألف عاماً مضت. في حين وضح بعض المؤرخين الآخرين منشأه العالم الجديد، موضحين أن طاقم سفينة الرحالة كولومبوس كانوا أول من جلب المرض إلى أوروبا. وكانت أولى حالات الإصابة بالزهري قد سُجِلَت في مدينة نابولي في عام 1495، بعد أن حاصر الملك تشارلز الثامن (ملك فرنسا) (بالإنجليزية: King Charles VIII)‏ مدينة نابولي، في إيطاليا. حيث ورد الجنود والعاهرات الذين تبعوهم حتى المخيمات والمعسكرات من كل أنحاء أوروبا. وعندما عادوا إلى أوطانهم، نقلوا معهم المرض ونشروه عبر أرجاء القارة الأوروبية.

### الجدري
كذلك يُعَدُ الجدري من الأمراض شديدة العدوى والتي يسببها فيروس جدري. وتتواجد أربعة سلالات من الجدري؛ فاريولا (الجدري) الرئيسي، الجدري الطفيف، الجدري النزفي، والجدري الخبيث، في حين يتسم كلٌ من الجدري الرئيسي والجدري الطفيف بأنهما الأكثر شيوعاً. ومن بين أعراض المرض، نزيف، عمى، ألم في الظهر، قيء، والذي يحدث عموماً بعد الإصابة بمرور 12-17 يوماً من فترة الحضانة. ثم ما يلبث أن يهاجم الفيروس خلايا الجلد، ويؤدي في النهاية إلى ظهور بثورٍ والتي تغطى الجسم كاملاً. ومع تطور المرض، تمتليْ البثور بالصديد أو تتجمع معاً. وينجم عن هذا التجمع ظهور صفحةٍ من البثور قد تمتد من طبقة المقعدة وحتى طبقة أعلى الجسم من الجلد. ومن السهل انتقال المرض عبر المسارات الهوائية (السعال، العطس، والتنفس)، وكذلك من خلال الأسرَّة، الملابس أو الألياف والأنسجة الأخرى الملوثة.
ومن المعتقد أن أول ظهورٍ للجدري كان منذ أكثر من ثلاثة آلاف عامٍ مضت، في بلاد الهند أو في مصر. حيث سُجِلَت هناك العديد من الأوبئة المدمرة عبر أرجاء العالم، مع خسارة أعدادٍ كبيرةٍ من الأرواح.
كما انتشر الجدري في منطقة أوروآسيا في القرن الخامس عشر بسبب كلٍ من المستكشفين والغزاة. فبعد أن رست حملة كولومبوس على جزيرة هيسبانيولا في أثناء رحلته الثانية عام 1493، بدأ السكان الأصليون للجزيرة يلقون مصرعهم بسبب بعدوى خبيثة. وقبيل بداية مرض الجدري الوبائي، لقي ما لا يقل عن مليون فرداً من السكان الأصليين مصرعهم على أرض الجزيرة؛ في حين لم ينج سوى عشرة آلافٍ مواطنٍ فقط.
وخلال القرن السادس عشر، أُصيب الجنود الأسبان بالجدري نتيجة الاتصال بالسكان الأصليين من عاصمة حضارة الآزتك تينوتشتيتلان. حيث اجتاح وباءً مدمراً فيما بين السكان الأأصليين، وقتل الآلاف منهم.
أما في عام 1617، وصل الجدري إلى ماساتشوستس، حيث ربما أن يكون المستكشفين الأوائل لمقاطعة نوفا سكوشا في كندا هم من جلبوه معهم. وبحلول عام 1638، انتشر المرض فيما بين سكان بوسطن، وماساتشوستس. وفي عام 1721، هرب السكان من المدينة بعد عملية اجتياحٍ واسعةٍ للوباء، إلا أن قاطني المدينة نشروا المرض للآخرين عبر الثلاثة عشر مقاطعةٍ. هذا وقد انتشر الجدري على شكل ستة أوبئةٍ منفصلةٍ في الولايات المتحدة الأمريكية خلال عام 1968.
وفي عام 1798، طور إدوارد جينر لقاحاً لمرض الجدري. مما ساعد على القضاء على المرض بحلول عام 1979، بدون أي حوادث اجتياحٍ أو تفشٍ أخرى. مما جعل منظمة الصحة العالمية تتوقف عن منح لقاح الجدري، وبحلول عام 1986، لم تعد هناك حاجةٍ ضروريةٍ للقاحات والتطعيمات لأن تُعْطى لأي فردٍ في العالم، إلا في ظل أحداث التعرض لتفشيٍ في المستقبل. وحالياً لا يوجد فيروس الجدري إلا في المختبرات (25).

### الجذام
تتسبب بكتريا باسيلوس (بالإنجليزية: bacillus)‏، وهي أحد أنواع  البكتريا المتفطرة الجذامية (بالإنجليزية: Mycobacterium leprae)‏  في الإصابة بمرض الجزام، والمعروف أيضاً بمرض هانسن. كما يُعَدُ مرض الجذام بأنه مرض مزمن، حيث تمتد فترة حضانته إلى ما قد يصل إلى خمسة أعوامٍ. وغالباً ما تتضمن الأعراض تهيجاً أو تآكلاً للجلد، كما أنه يؤثر على الجهاز العصبي المحيطي (بالإنجليزية: peripheral nerves)‏، تكون المخاط بالجهاز التنفسي العلوي والعينيين. إلا أن السمة الأكثر شيوعاً لمرض الجذام تتمثل في بقعٍ حمراءٍ باهتةٍ على الجلد والي تفتقد إلى الإحساس.
من المحتمل أن يكون الموطن الأصلي لمرض الجذام في بلاد الهند، لما يرجع إلى أكثر من أربعة آلاف عامٍ مضت. كما أنه كان منتشراً في المجتمعات القديمة في بلاد الصين، مصر والهند كذلك، إلا أنه انتقل عبر أرجاء العالم أجمع من خلال جماعات المسافرين والرحالة، ومنهم الفيالقة الرومان، مجندي الحملات الصليبية، الغزاة الفاتحين (بالإنجليزية: conquistadors)‏، والبحارة الآسيويين، وكذلك المستعمرين الأوروبيين والعرب، وتجار الرق الأمريكيين. إلا أن بعض المؤرخين يعتقدون أن قوات الإسكندر الأكبر جلبت معها مرض الجذام من بلاد الهند إلى أوروبا خلال القرن الثالث قبيل ميلاد المسيح. وبمساعدة الغزاة والرحالة الآخرين، أصبح للجذام أبعاداً وبائية بحلول القرن الثالث عشر.
وبمجرد اكتشافه، فمن الممكن علاج الجذام باستخدام علاجاً متعدد الأدوية، وهو مكون من نوعين أو ثلاثة أنواعٍ من المضادات الحيوية، اعتماداً على نوع الجذام. وفي عام 1991، شرعت لجنة الصحة العالمية في محاولةٍ للقضاء على الجذام. وأفادت التقارير أنه بحلول عام 2005 ستخلو من 116 إلى 122 دولةً من مرض الجذام.

### الملاريا
اكتشف شارل لافران، الطبيب الفرنسي، في 6 نوفمبر 1880، أن الملاريا (والتي أُطلق عليها فيما بعد «حمى مارس») ما هي إلا طفيل بروتوزي، وأن البعوض يحمل وينقل مرض الملاريا. إذن فالملاريا مرضٌ طفيليٌ معدٍ والذي ينتقل إلأى البشرعموماً من خلال عضات البعوض فيما بين فترتي الغسق والفجر. والسلالة الأوروبية من المرض، والمعروفة باسم «فيفاكس» تيمناً باسم طفيل المتصورة النشيطة أو بلازموديوم فيفاكس (بالإنجليزية: Plasmodium vivax)‏، والتي تسبب مرضاً خفيفاً نسبياً، ولكنه مدمراً بصورةٍ مزمنةٍ. في حين تتسبب الطفيليات البائغة (بالإنجليزية: معقدات القمة)‏، المتصورة المنجلية (بالإنجليزية: Plasmodium falciparum)‏، بالإصابة بالنوع الغربأفريقي، والتي ينتج عنها مرضاً منهكاً ومميتاً بصورةٍ حادةٍ.
وفي عام 1942، اعتبرت الملاريا مرضاً وبائياً في كلٍ من أوروبا وغرب أفريقيا. حيث أصبحت سلالة الجدري Plasmodium falciparum والمتواجدة بغرب أفريقيا، تهديداً للمستعمرين والسكان الأصليين في الوقت ذاته على السواء عندما دخل الأمريكيتين مع الأفريقيين الذين تم نقلهم ضمن تجارة الرق. ويمثل الجدري الآن تهديداً وبائياً للمناطق المدارية.
وكانت بعض المناطق بدول العالم الثالث هي الأكثر تأثراً بمرض الملاريا دون غيرها من دول العالم الأخرى. فعلى سبيل المثال، تأثر العديد من السكان في الصحراء الإفريقية بالهجمات المتكررة لمرض الملاريا عبر حياتهم. حيث أنه في العديد من الدول الإفريقية، لا يتوفر سوى مصادرٍ محدودةٍ للمياه الجارية. ومن ثم فاعتماد السكان واستخدامهم لمياه الآبار والعيون يوفر مناطقاً عديدةً لتوالد وتكاثر البعوض وانتشار المرض تبعاً لذلك. حيث يستخدم البعوض مناطق المياه الراكدة (بالإنجليزية: standing water)‏، ومنها المستنقعات، الأراضي الرطبة، وكذلك براميل المياه لتتولد وتتكاثر.

### السل
يُطلَق على البكتيريا التي تتسبب في الإصابة بالسل اسم المتفطرة السلية، والتي تنتشر عموماً عندما يسعل الشخص المصاب ويستنشق آخر بقربه أو بجانبه البكتيريا المتواجدة بالرزاز الهوائي المحمل بها من ذلك الشخص المريض. حيث لا تلبث المتفطرة السلية غالباً أن تنمو في رئتي الشخص المصاب بمجرد استنشاقها، إلا أنها قد تنتشر في باقي أعضاء الجسم كذلك. وعلى الرغم من أن المتفطرة السلية هي بكتيريا شديدة العدوى، إلا أن الجسم البشري قادر في أغلب الأحيان على أن يتخلص منها ويقضي عليها. إلا أنها تظل كامنة (ساكنة) في الجسم البشري لسنواتٍ عدةٍ، ثم تنشط فجأةً بصورةٍ غير متوقعةٍ. وفي حال حدث ونشط المرض داخل الجسم البشري، فإنه لا يلبث كذلك أن ينمو ويتطور سريعاً، مما يطور من العديد من الأعراض والتي منها السعال (في بعض الأحيان سعال مدمي)، التعرق الليلي، الحمى، آلام الصدر، فقدان الشهية وكذلك خسارة الوزن. فهذا المرض قد يصيب كلاً من البالغين والأطفال في الوقت ذاته، إلا أنه منتشر خاصةً فيما بين الضعاف والذين لم يكتمل نمو جهازهم المناعي.
وكان السل على مر التاريخ أحد الأمراض المميتة التي أودت بحياة الكثير، والتي تحصد حياة ما لا يقل عن ثلاثة ملايين فردٍ سنوياً. حيث يُطلق عليه اسم «الطاعون الأبيض». وبناءً على تقارير منظمة الصحة العالمية، فإن تقريباً 50% من الأفراد المصابين بالسل يعيشون في آسيا وحدها اليوم. فهو يمثِّل العدوى الأكثر انتشاراً وتهديداً للمرض المصابين بمرض نقص المناعة المكتسب. حيث أنه تزايد في المناطق التي يرتفع فيها الانتشار المصلي (بالإنجليزية: seroprevalence)‏ لمرض نقص المناعة البشري المكتسب.
وفي عصرنا الحالي، ساعد النقل الجوي على سهولة الاتصال والتواصل فيما بين شعوب العالم أجمع، وبالتالي أدى إلى تزايد انتشار السل عبر أرجاء الأمم المختلفة. ولحسن الحظ، تم تطوير لقاح للبكتيريا العصوية كالميت جيران (بالإنجليزية: Bacillus Calmette-Guérin)‏، الذي يقي من التهاب السحايا المتعلق بالإصابة بمرض السل، وكذلك السل الدخني (بالإنجليزية: miliary TB)‏ في مرحلة الطفولة. إلا أن اللقاح لا يوفر حمايةً إضافيةً ضد أكثر أنواع السل ضراوةً فيما بين البالغين. هذا ويمكن علاج غالبية أشكال السل باستخدام المضادات الحيوية لقتل البكتيريا، حيث أن أشهر نوعين من أنواع المضادات الحيوية المستخدمة هنا بصورةٍ شائعةٍ هما الريفامبيسين (بالإنجليزية: rifampicin)‏ الإيزونيازيد. على الرغم من ذلك، تنشأ بعض المخاطر من تكوين مقاومةٍ للمضادات الحيوية للسل. ويتسم البرنامج العلاجي لمرض السل بأنه طويل الأمد، ومن الصعب استكماله من قِبَلَ الشعوب الفقيرة وغير المنظمة، مما يؤدي إلى نشأة مقاومة للبكتيريا.

### فيروس نقص المناعة البشرية
مرض الإيدز (نقص المناعة المكتسب) من بين الأمراض الحديثة نسبياً والأكثر فتكاً بالإسنان. فوفقاً لمنظمة الصحة العالمية، ما زال من المجهول أين نشأ فيروس المرض، إلا أنه يبدو أنه انتقل من الحيوان إلى الإنسان. كما أنه لربما كان معزولاً فيما بين جماعاتٍ معينةٍ عبر أرجاء العالم أجمع. حيث من المعتقد أن مرض نقص المناعة المكتسب نشأ من فيروساً آخراً أقل ضرراً، والذي تحور وأصبح فيما بعد أكثر فتكاً وتدميراً. كما ظهرت أول حالتين للإصابة بمرض الإيدز عام 1981. في حين قُدِرَت حالات الإصابة بالمرض في عام 2004 بما يتراوح بين 1.039.000 و1.185.000 حالةً في الولايات المتحدة الأمريكية،  في حين تصل أعداد الإصابة العالمية بالمرض بما يُقَدَر بـ 39.5 مليون حالةً عبر أرجاء العالم أجمع. كما أفادت منظمة الصحة العالمية في تقاريرها أن معدلات الإصابة بمرض الإيدز قد تضاعفت منذ عام 2004. وعلى الرغم من جهود العديد من الدول، إلا أن برامج التوعية والوقاية ما زالت غير فعالةٍ بصورةٍ كافيةٍ في تقليل أعداد الإصابات الجديدة بالمرض في العديد من المناطق بالعالم، حيث تصاحب بارتفاع نسبة تحركات وانتقال الرجال، الفقر والعادات الجنسية فيما بين بعض المجموعات السكانية. إلا أن أوغندا طبقت برنامجاً فعالاً جداً في ذلك المجال. وحتى وقتٍ قريبٍ،(متى) رفضت حكومة جنوب أفريقيا تَبّنَّي إجراءاتٍ وقائيةٍ قويةٍ أو برامجٍ تربويةٍ. حيث أنه من الصعب الحفاظ على تطبيق برامجٍ وقائيةٍ، ونتيجةً لذلك، غالباً ما لا تستمر تلك الإجراءات والتدابير الوقائية مدةً طويلةٍ بعد توقف البرنامج.

### الإيبولا
بدأ تفشي فيروس إيبولا، وهو الوباء السادس والعشرون منذ عام 1976، في غينيا في مارس 2014. حذرت منظمة الصحة العالمية من احتمال ارتفاع عدد مرضى الإيبولا إلى 20000، وقالت إنها استخدمت 489 مليون دولار (294 مليون جنيه استرليني) لاحتواء الإيبولا في غضون ستة إلى تسعة أشهر بينما كان تفشي المرض يتسارع. فتحت منظمة أطباء بلا حدود مستشفى إيبولا جديد في مونروفيا، ليحوي بعد أسبوع 120 مريضًا. قالت المنظمة إن عدد المرضى الذين سعوا للعلاج في مركزها الجديد في مونروفيا ازداد بشكل أسرع مما يمكنهم التعامل معه من حيث عدد الأسرة وقدرة الموظفين، مضيفة أنها كانت تكافح للتعامل مع عدد الحالات في العاصمة الليبيرية. قالت لينديس هوروم، منسقة الطوارئ لدى منظمة أطباء بلا حدود في مونروفيا، إنها حالة طوارئ إنسانية وإنهم بحاجة إلى استجابة إنسانية واسعة النطاق. صرّح بريس دو لا فيني مدير العمليات في منظمة أطباء بلا حدود بأن المناقشات الجادة حول التدبير والتنسيق الدولي لم تتم إلا بعد خمسة أشهر من إعلان تفشي فيروس إيبولا، وهو ما اعتبره بريس أمرًا غير مقبول.

### داء البريميات
داء البريميات المعروف أيضًا باسم حمى الحقل، هو عدوى تسببها بكتيريا البريمية. قد لا يصاحب المرض أي أعراض أو أعراض خفيفة كالصداع والآلام العضلية والحمى. مع ذلك، قد تكون الأعراض شديدة بحدوث نزيف من الرئتين أو التهاب سحايا. تنتقل البريمية عن طريق الحيوانات البرية والداجنة، والأشيع عن طريق القوارض. تدخل البريمية الجسم عبر الجلد أو العينين أو الفم أو الأنف، بعد تلوثهم ببول الحيوان أو الماء والتربة التي تحتوي على بول حيواني. تقع البلدان التي سجلت أعلى معدل للإصابة في منطقة آسيا والمحيط الهادئ (السيشيل والهند وسريلانكا وتايلاند)، حيث كان معدل الإصابة أكثر من 10 لكل 1000000 شخص. وكذلك الأمر في أمريكا اللاتينية ومنطقة البحر الكاريبي أيضًا (ترينيداد وتوباغو والبربادوس وجامايكا والسلفادور وأوروغواي وكوبا ونيكاراغوا وكوستاريكا). ومع ذلك، أدى ارتفاع السفر العالمي والسياحة البيئية إلى تغيرات كبيرة في وبائيات داء البريميات، حيث تعرض المسافرون في جميع أنحاء العالم لخطر الإصابة. على الرغم من تناقص انتشار داء البريميات في المناطق الموبوءة، فإن البلدان التي لم تعاني سابقًا من أي إصابات، تسجل الآن أعدادًا متزايدة من الحالات بسبب التعرض الترفيهي الاستجمامي. يتعرض المسافرون الدوليون الذين يمارسون رياضات المغامرة بشكل مباشر للعديد من العوامل المعدية في البيئة، وهم يشكلون الآن نسبة متزايدة من الحالات في جميع أنحاء العالم.

### مرض فيروس كورونا 2019
مرض فيروس كورونا 2019، واختصارًا كوفيد 19، هو مرض ناجم عن فيروس كورونا المرتبط بالمتلازمة التنفسية الحادة الشديدة النوع 2 أو سارس- كوف2. ظهر المرض لأول مرة في مدينة ووهان الصينية في ديسمبر عام 2019. في البداية، أبلغت الحكومة الصينية عن تفشي حالات لالتهاب رئوي دون اتهام عامل ممرض معين بشكل مؤكد. بحلول 31 ديسمبر 2019، أثبتوا أن المرض ناجم عن سلالة جديدة من فيروس كورونا سُمِّيَ 2019-فيروس كورونا المستجد (تغير لاحقًا ليصبح فيروس كورونا المرتبط بالمتلازمة التنفسية الحادة الشديدة النوع 2). سُجِّلَت أول حالة وفاة بسبب هذه السلالة الجديدة من فيروسات كورونا من قبل الحكومة الصينية في 11 يناير عام 2020. بحلول 13 يناير، سُجِّلَت أول حالة لفيروس كورونا المستجد خارج الصين. أبلغت نحو 200 دولة عن امتلاكها إصابات منذ ذلك الحين، بوجود نحو 1.68 مليون حالة مؤكدة في جميع أنحاء العالم حتى 10 أبريل 2020. نظرًا إلى نقص موارد الاختبار، فإن العدد الفعلي لحالات الفيروس غير معروف. تشمل الأعراض: حمى وسعالًا وضيق تنفس وقد يتطور الأمر إلى ازرقاق شفاه ووجه وتخليطًا وإحساسًا بألم أو ضغط مستمر في الصدر، وأعراضًا أخرى تشبه أعراض الإنفلونزا.

## الأمراض غير المعدية
تفيد العولمة الشعوب في حالات الأمراض غير المعدية ومنها المشكلات القلبية أو مشكلات الصحة العقلية. ذلك لأن التجارة العالمية وقوانينها، والتي توجهها منظمة التجارة العالمية للأمام دوماً، لها فائدتها في مجال صحة الشعوب من خلال المساعدة في ارتفاع دخولها، مما يسمح لها بتوفير خدمات رعايةٍ صحيةٍ أفضل مما هو قائم حالياً. حيث يمثل الدخل القومي لأي دولةٍ كذلك، والذي تحصل عليه بسبب التجارة في السوق العالمي، ضرورةً حيويةً نتيجة أنه يقرر كم التمويل الذي تخصصه الدولة في ميزانيتها على الرعاية الصحية لمواطنيها. ذلك على الرغم من أن الدول الأكثر فقراً في العالم لم تعش حتى وقتنا هذا تلك الأهمية وما زالت تعاني من الأمراض التي ورد ذكرها آنفاً.